# Maarten Lutherkerk (Paramaribo)
De Maarten Luther Kerk aan de Waterkant in Paramaribo werd in 1834 gebouwd. De kerk staat op de plek van het eerste Lutherse kerkgebouw in Suriname, gebouwd in 1747 en verloren gegaan bij de stadsbrand van Paramaribo in 1832. De Maarten Luther Kerk is een van de vier kerkgebouwen binnen de Evangelisch Lutherse Kerk in Suriname.

## Het kerkgebouw
Op 15 november 1741 kregen de lutheranen in Suriname toestemming van de Sociëteit van Suriname voor het stichten van een eigen gemeente en de vrije uitoefening van hun godsdienst volgens de lutherse belijdenis. De toestemming werd verleend onder voorwaarde dat de kerkgemeenschap 600 gulden per jaar zou bijdragen aan het onderhoud van het 's Lands Hospitaal. 
Op 29 oktober 1742 kwam de eerste Lutherse predikant, ds. Johannes Pfaff uit Zaandam, in Suriname aan. De eerste steen voor een eigen kerkgebouw werd op 2 september 1744 gelegd en in 1747 werd de kerk ingewijd. Bij de tweede grote stadsbrand van Paramaribo in 1832 brandde het kerkgebouw volledig af.
In 1834 werd een nieuwe kerk gebouwd in neoklassieke stijl. Stadsbouwmeester C.A. Roman, die ook de Hervormde kerk aan het Kerkplein heeft ontworpen, was de architect. De aanneemsom bedroeg 28.500 gulden. Het interieur van de kerk wordt gekenmerkt door twee rijen met zes Dorische zuilen, die de kerk in drie beuken verdeeld. In de kerk bevinden zich nog een aantal banken die dateren uit bouwtijd of van vlak daarna, met gesneden flanken en gedraaide spijltjes in de rug.
De preekstoel en de orgelgalerij zijn versierd met houtsnijwerk. De preekstoel is gemaakt door schrijnwerker Brandor naar tekeningen van J. Guignard en C.A. Roman. Op het voorfront bevindt zich een wapen met 3 sterren op een schuine balk.
In de muur achter de preekstoel is in 1892 een gedenksteen ingemetseld ter nagedachtenis van dr. G.C. Steijnis, predikant van 1884-1891. In de kerk hangt ook een predikantenlijst vanaf 1742.
Naast de preekstoel bevindt zich het graf van Johann Gottfried Clemen (1728-1785), een Duitse plantage-eigenaar en raad van het Hof van Politie en Criminele Justitie. Aan de andere zijde van de preekstoel het graf van zijn neef Johann Gottfried Clemen jr. (1756-1790), beide geboortig uit Döbeln. De marmeren zerken zijn versierd met een wapen, geflankeerd door engeltjes en met doodssymbolen aan de benedenzijde.
Rond de kerk bevond zich een begraafplaats. Er staat nu nog kerkhofmonument, een gietijzeren vaas versierd met omgehangen doek en een slang die zich in de staart bijt. In 1940 werden er op het erf rond de kerk kleine huisjes gebouwd voor alleenstaande oudere vrouwen. In 1959 werd een huis voor bejaarde lidmaten van de Lutherse kerk gebouwd.
In 1975 kreeg de kerk de naam Maarten Luther Kerk.

## Het Bätz-orgel
Op 31 januari 1831 werd een nieuw pijporgel besteld bij de Nederlandse firma J. Bätz & Co. Het nieuwe orgel was bedoeld ter vervanging van het kerkorgel dat in 1762 aan de kerk geschonken was door Johan Friederich Knöffel, eigenaar van plantage Frederiksdorp. Door de brand van 1832 ging dit orgel verloren.
Op het moment van de stadsbrand was Bätz-vennoot Christian Gottlieb Friedrich Witte met de verschillende onderdelen van het orgel onderweg naar Suriname. In januari 1833 moest hij onverrichter zake terugkeren naar Nederland. In 1834 werd het nieuwe kerkgebouw opgeleverd en het nieuwe orgel werd alsnog opgebouwd. Op 3 mei 1835 werd het orgel in gebruik genomen.
In 1930 werd de dispositie van het orgel gewijzigd en uitgebreid door de Utrechtse firma Sanders. In 1966 werd het orgel gerestaureerd door de firma Flentrop. In 2016 is het orgel opnieuw gerestaureerd door Pels & Van Leeuwen uit ’s-Hertogenbosch.
De Surinaamse componist Johannes Nicolaas Helstone (1853-1927) was een van de vaste organisten van het Bätz-orgel in de Lutherse kerk.

## Fotogalerij

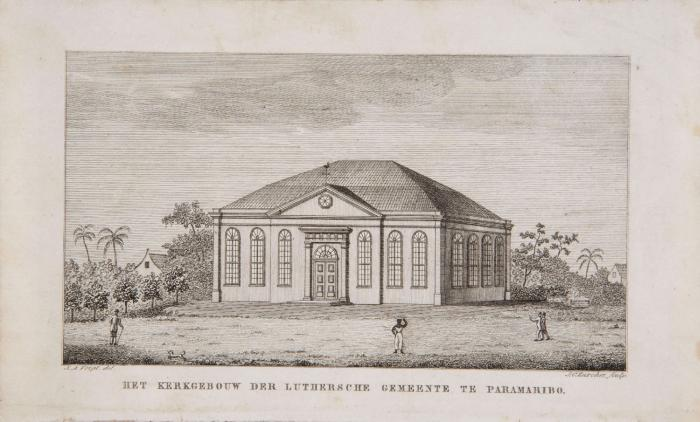
Gravure van een Luthers kerkgebouw te Paramaribo, naar J.A. Voigt.
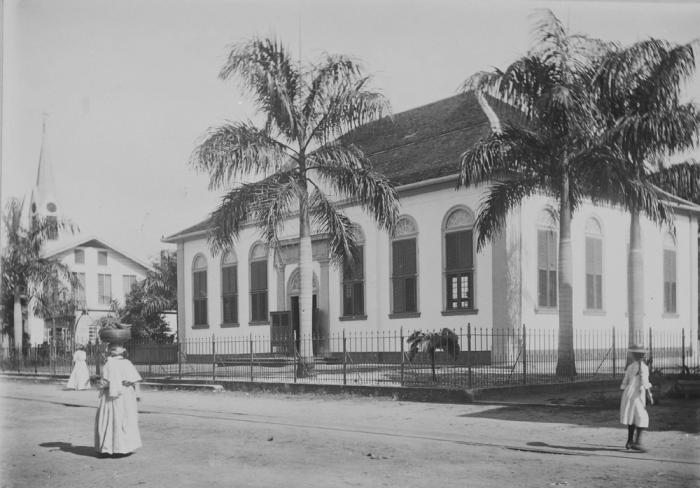
Vrouwen lopen langs de Lutherse Kerk aan de Waterkant. Foto Augusta Curiel (ca. 1910)
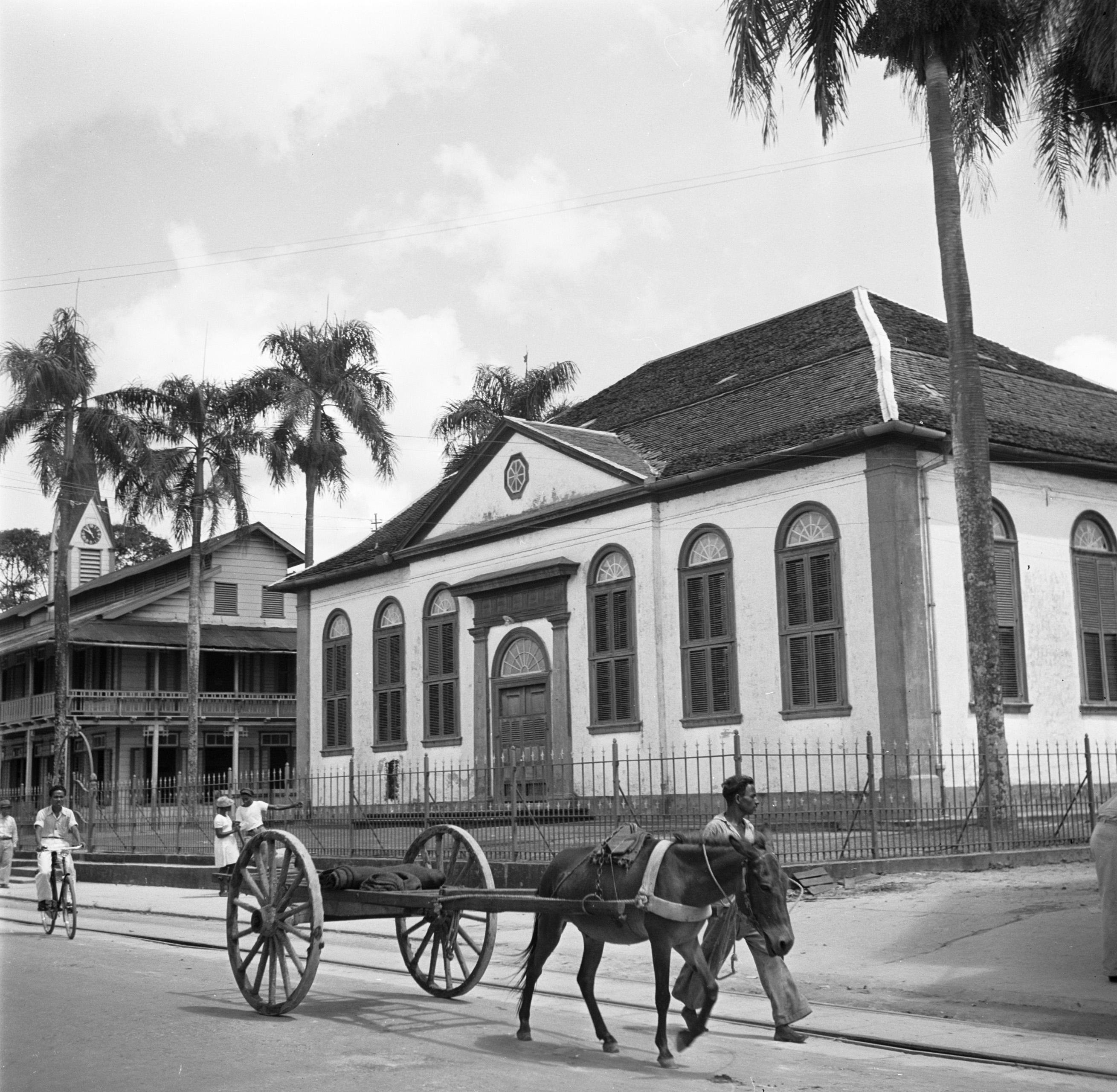
De Lutherse kerk aan de Waterkant in Paramaribo. Foto Willem van de Poll (1947)
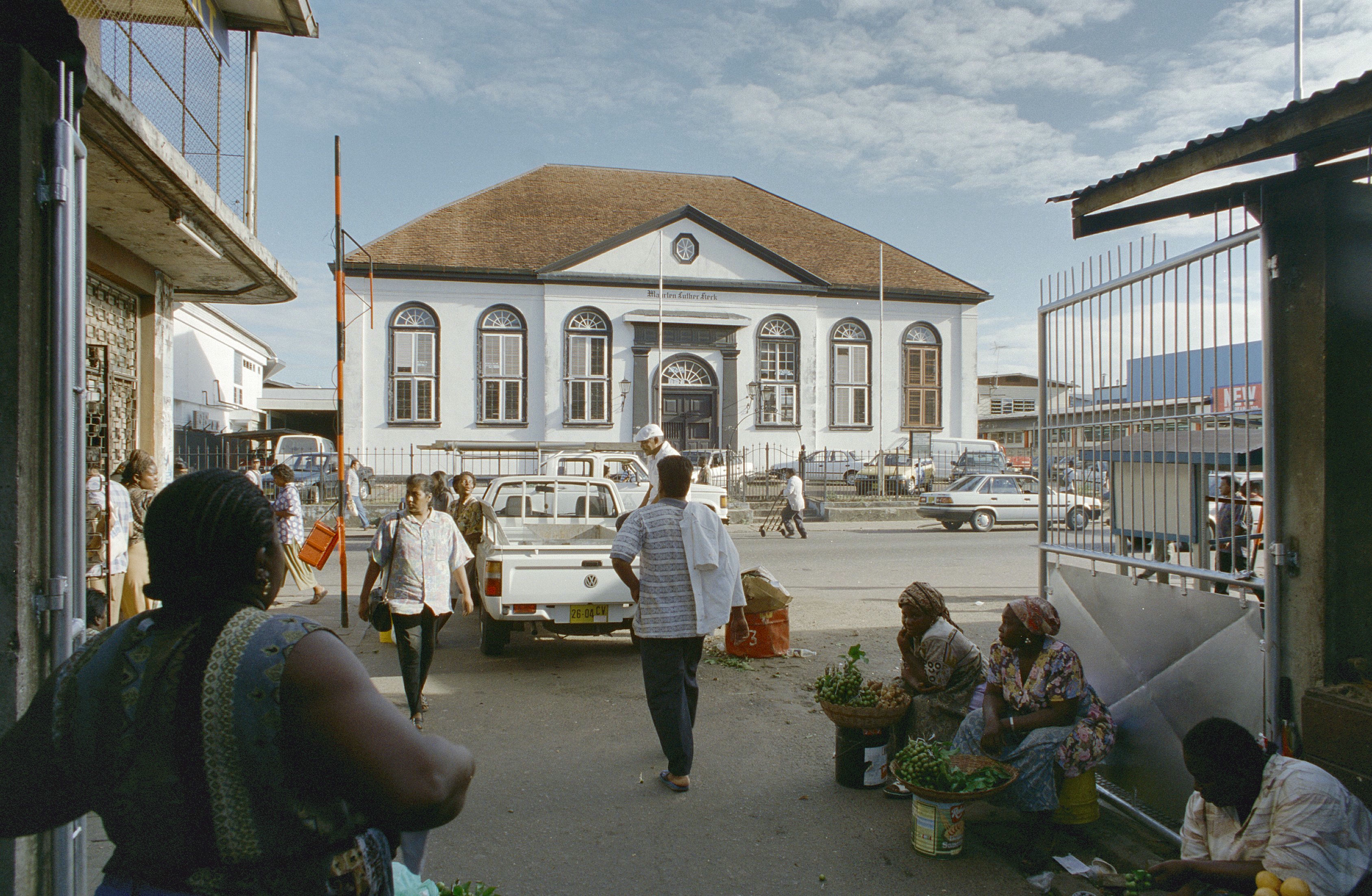
Overzicht van de westgevel. Foto Loek Tangel (1997)
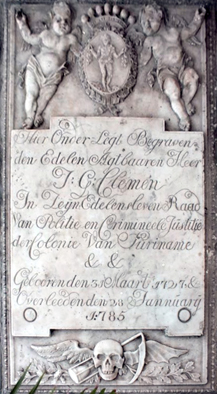
Interieur, grafsteen Johann Gottfried Clemen (2019)
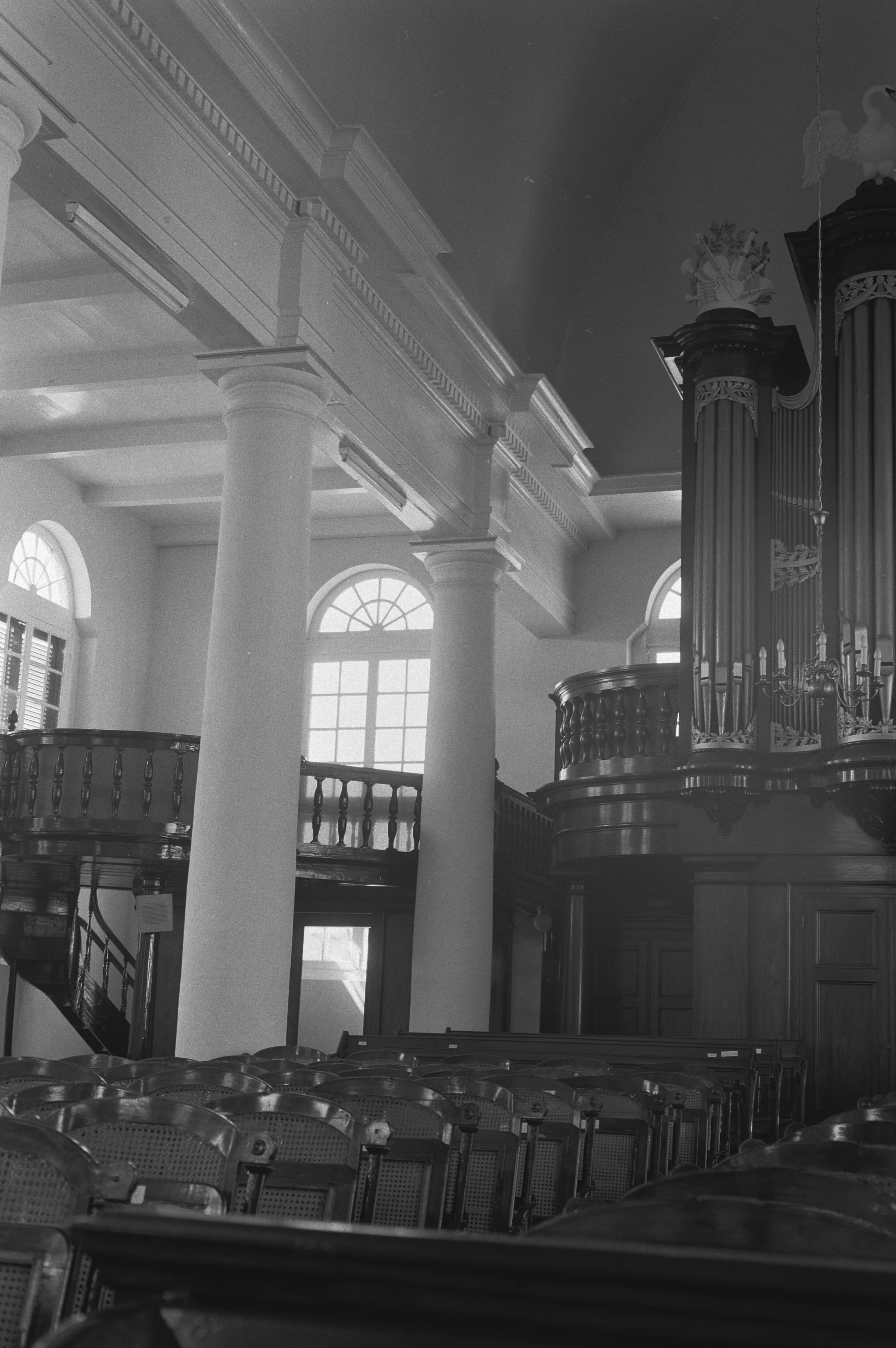
Interieur Lutherse kerk, met een deel van het orgel. Foto W. de Roo (1967)
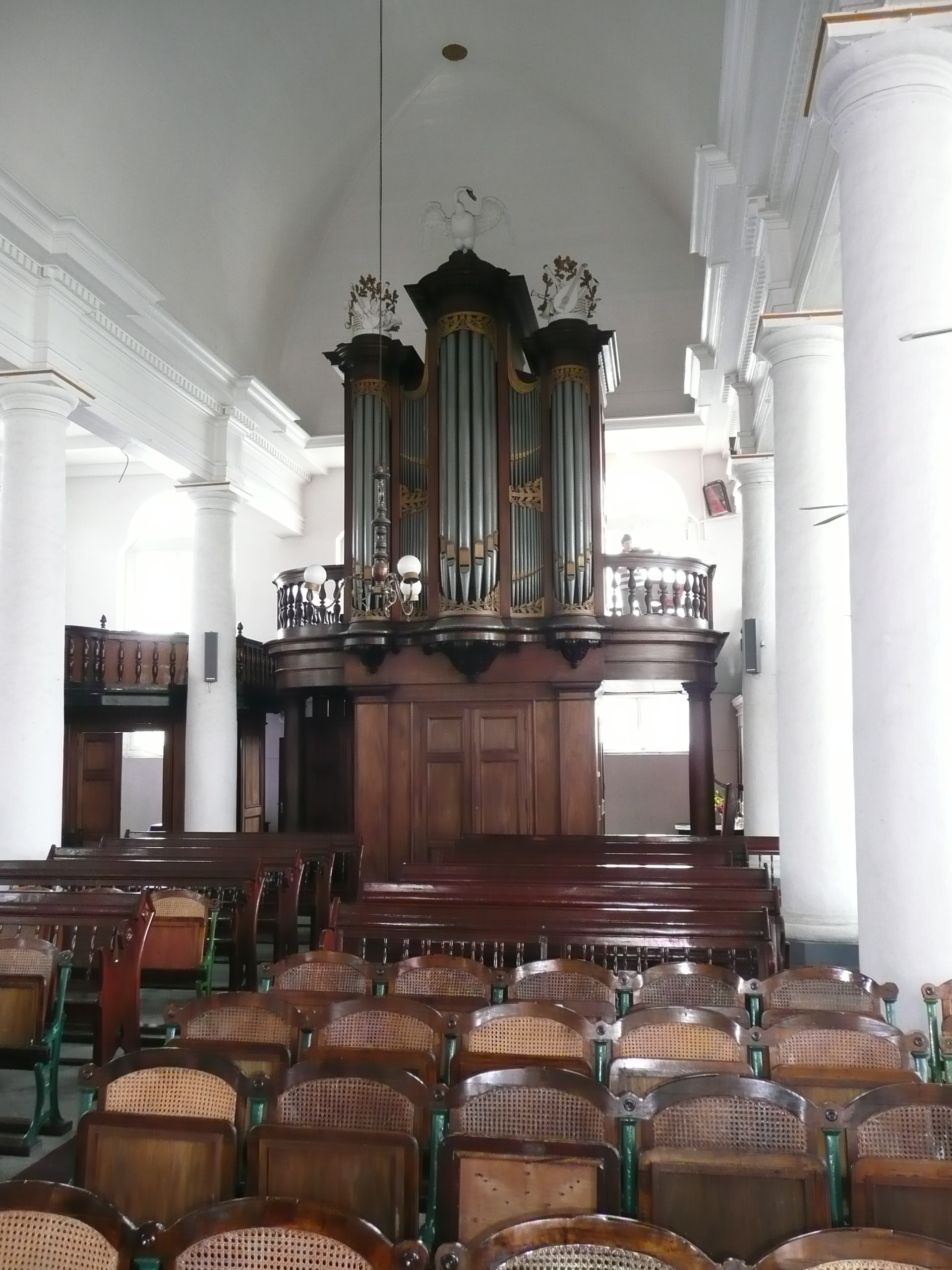
Interieur, zitbanken en orgel Lutherse Kerk. Foto Hans-Joachim Witte (2009)
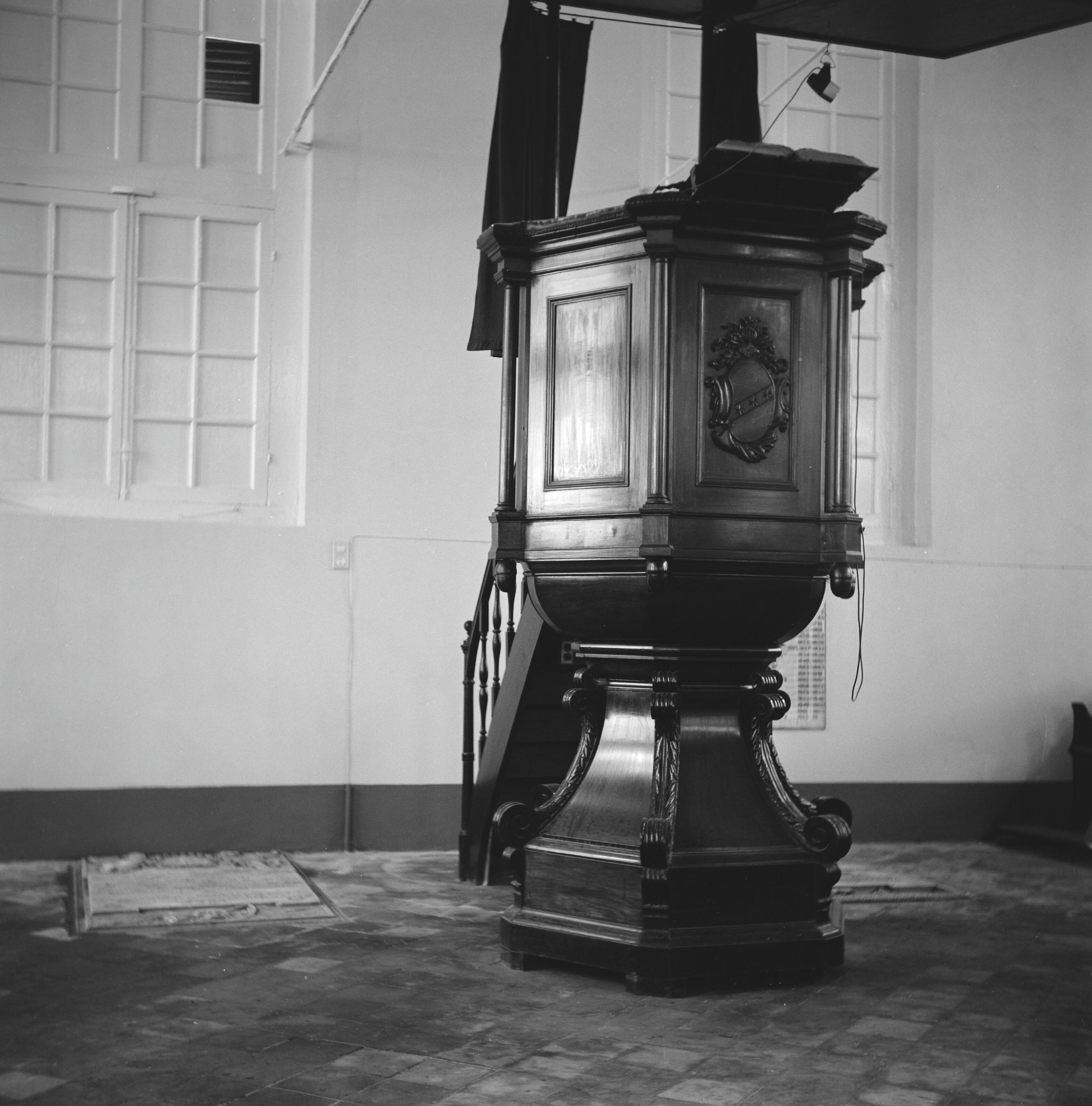
Interieur Lutherse kerk, preekstoel. Foto Coenraad Liebrecht Temminck Groll (1967)
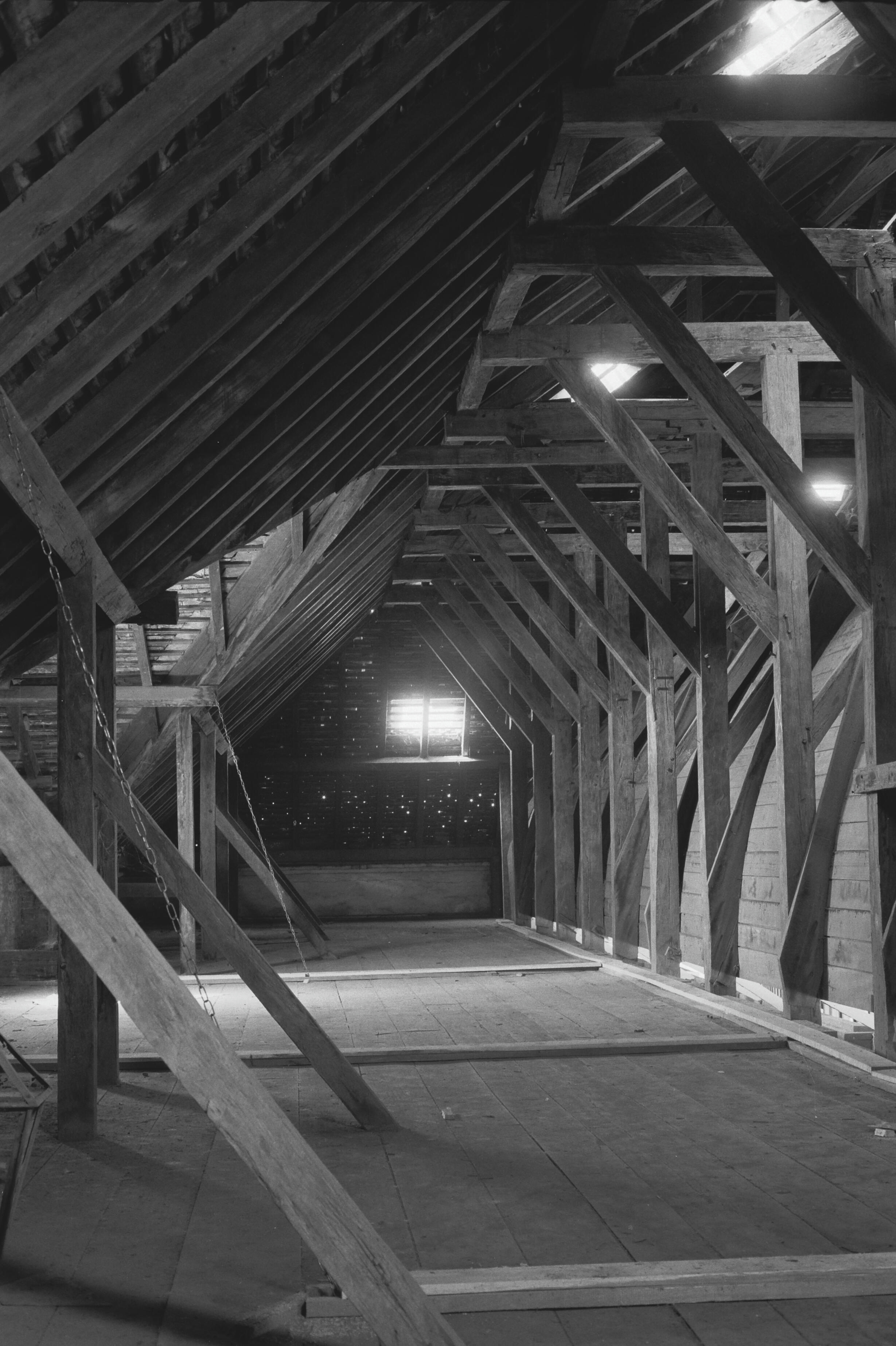
Interieur, kapconstructie zijbeuk Lutherse kerk. Foto W. de Roo (1967)
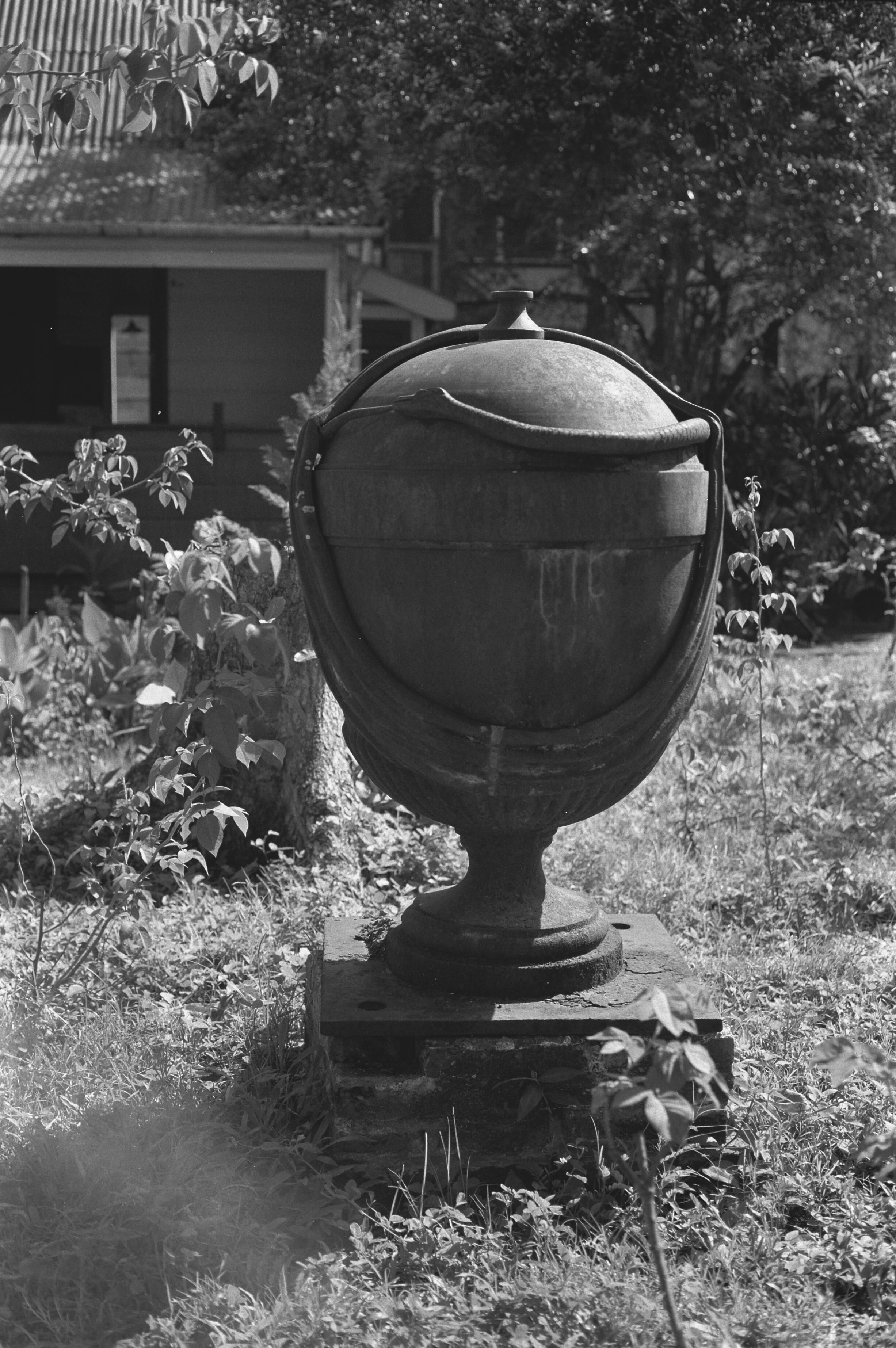
Gietijzeren grafmonument bij de Lutherse kerk. Foto W. de Roo (1967)